# Hamitische Sprachen
Der Begriff hamitische Sprachen wurde früher in der Sprachwissenschaft (Afrikanistik) für die nicht-semitischen Sprachen der früher hamito-semitisch genannten afroasiatischen Sprachfamilie verwendet sowie für einige weitere Sprachen von afrikanischen Völkern, die man als nicht vollständig „schwarzafrikanisch“ und somit als zivilisatorisch höherstehend ansah. Der Begriff gilt heute als überholt und rassenideologisch belastet.
Die Bezeichnung von Sprach- und Volksfamilien mit Namen aus der biblischen Völkertafel war typisch für das von Hegemonievorstellungen beherrschte westliche Denken des 19. Jahrhunderts (vgl. auch Hamitentheorie, Japhetitentheorie, Semiten). Die starke Verflechtung von „Wissenschaft“ und Kolonialpolitik führte dazu, dass Wunsch und Wirklichkeit in der frühen Phase der Theoriebildung in der Afrikanistik nicht immer sorgfältig getrennt wurden.
Die einzelnen Zweige des Hamitischen – Ägyptisch, Berberisch, Tschadisch, Kuschitisch – gelten heute als selbständige Primärzweige des Afroasiatischen (dazu kommt noch das Omotische, welches früher als „Westkuschitisch“ eingeordnet wurde).

## Begriffsgeschichte

### Frühe Definitionen
In Bezug auf Sprachen wurde der Begriff „Hamitisch“ im Jahre 1850 zum ersten Mal vom Württemberger Missionar Johann Ludwig Krapf (1810–1881) allgemein auf alle schwarzafrikanischen Sprachen (wohl unter Ausklammerung der „Nama-Buschmann-Sprachen“) angewandt. Aber auch er unterschied bereits zwischen den „nilo-hamitischen“ Bantusprachen und den „nigro-hamitischen“ Sprachen Westafrikas. 1877 fügte Friedrich Müller den „nilo-hamitischen Sprachen“, die heute als Berbersprachen und kuschitische Sprachen bezeichnete Idiome hinzu. Das Hausa und die damit verwandten heute als tschadisch bezeichneten Sprachen rechnete er noch nicht zu den „nilo-hamitischen Sprachen“.

### Hamitische Sprachen nach Lepsius und Meinhof
Den entscheidenden Schritt zum Konzept der „hamitischen Sprachen“ vollzog der Berliner Ägyptologe Karl Richard Lepsius. Er beschränkte ihn 1880 auf diejenigen nichtsemitischen flektierenden Sprachen Afrikas, die ein Genus-System besitzen. Dieser Neudefinition gemäß rechnete er auch Hausa zu den „hamitischen Sprachen“.
In der ersten Hälfte des 20. Jahrhunderts postulierte der Hamburger Afrikanist Carl Meinhof, dass die Bantu-Völker und ihre Sprache eine Verschmelzung von hamitischen (Sprachen mit grammatischem Genus-System) und „Negersprachen“ (Sprachen ohne Genus-System) seien. Die für die Bantu-Sprachen typischen zahlreichen Nominalklassen seien ein kognitiv überdifferenzierendes und deshalb primitives Verschmelzungsprodukt als Ergebnis dieser Entwicklung. Ebenso sei die „Hottentotten-Sprache“ (gemeint ist Khoekhoegowab), die ebenso ein grammatisches Geschlecht kennt, eine Verschmelzung aus Hamiten- und den überwiegend genuslosen „Buschmann-Sprachen“. Wo diese aus heutiger Sicht nicht mehr aufrechtzuerhaltende linguistische Behauptungen für die Einordnung von Sprachen nicht taugten, wurden ergänzend rassische Merkmale herangezogen. Die wegen des Genus-Systems als überlegen betrachteten hamitischen Sprachen entsprachen „der kulturtragenden Rolle der Hamiten“ im Gegensatz zu der „primitiven negroiden“ Bevölkerung. Das führte zur falschen Einordnung des Fulfulde und des Maa als hamitische Sprachen, weil die Fulbe und die Massai als hellhäutigere bzw. größer gewachsene nicht-negroide Völker (sie wurden als „hamitische Kontaktrasse“ bezeichnet, welche sich zwischen der europiden und der negroiden „Großrasse“ bildete) infolge ihrer angeblich höherwertigen „Rasse“ auch Sprachen sprechen mussten, die der angeblich höherwertigen „hamitischen Sprachfamilie“ angehören. Das Konzept der hamitschen Sprachen nach Carl Meinhof führte z. B. zu der Einordnung von Maa, Fulfulde und Nama, die nach heutiger Meinung drei völlig verschiedenen Sprachfamilien angehören (nämlich Nilosaharanische Sprachen, Niger-Kongo-Sprachen bzw. Khoisan-Sprachen), in die Gruppe der „hamitischen Sprachen“. Diese Theorien sind aus heutiger Sicht nicht mehr aufrechtzuerhalten.

### Westermann und Klingenheben
Diedrich Westermann, der in seinen früheren Arbeiten noch die Protosprache der von seinem Lehrer C. Meinhof gestützten Sudansprachen herausarbeiten wollte, war schon in den 1920er Jahren von der Verwandtschaft der Westsudanischen Sprachen mit den Bantu-Sprachen überzeugt. Nach den Forschungen Westermanns ist der Gegensatz der Hamitischen Sprachen und der Bantu-Sprachen einerseits und der von Meinhof als Sudansprachen bezeichneten genuslosen „Negersprachen“ anderseits nicht mehr aufrechtzuerhalten. Die westlichen Sudansprachen werden deshalb seit Joseph Greenberg mit den Bantu-Sprachen zu den Niger-Kongo-Sprachen zusammengefasst.
Die sprachwissenschaftliche Hamitentheorie wurde auch durch die Arbeiten August Klingenhebens in den 1930er Jahren zu Fall gebracht. Klingenheben erforschte das Fulfulde, welches von Meinhof in Ermangelung linguistischer Einordnungmethoden wegen „rassenmorphologischer“ Eigenschaften der Fulbe den hamitischen Sprachen zugeschlagen wurde. Durch seine umfassende Beschreibung des Lautbestandes und des komplizierten Systems der Präfix- und Suffixklassen löste er das Fulfulde aus der Familie der hamitischen Sprachen und ordnete es in die Gruppe der westatlantischen Sprachen ein. Dadurch brachte Klingenheben die Vorstellung von der hamitischen Rasse, soweit sie sich auf sprachliche Überlegungen gründete, zu Fall.